# Louis Mountbatten
Pour l’article homonyme, voir Louis Mountbatten (homonymie).
Louis Mountbatten, né Louis Francis Albert Victor Nicholas von Battenberg, le 25 juin 1900 à Windsor (Royaume-Uni) et mort le 27 août 1979 à Mullaghmore (Irlande), amiral de la flotte et homme d'État, est le dernier vice-roi de l'Inde britannique et premier gouverneur général de l'Inde indépendante. Il a pour titre celui de 1er comte Mountbatten de Birmanie.
Membre proche de la famille royale britannique, il est assassiné par l’IRA provisoire. Il est l'oncle maternel du prince Philip, duc d’Édimbourg, époux de la reine Élisabeth II.

## Biographie

### Famille

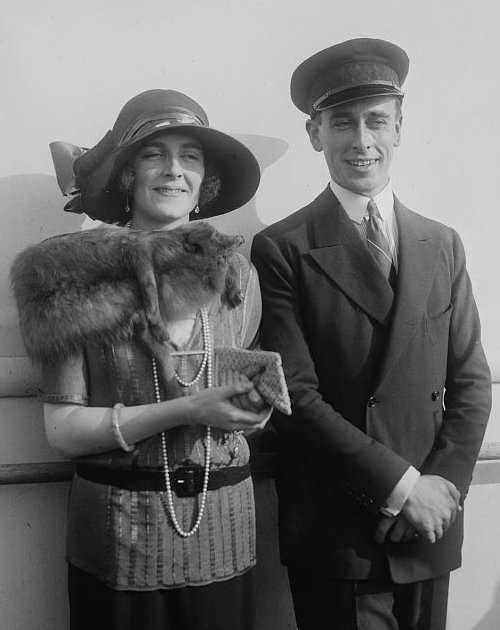
Edwina Mountbatten et Louis Mountbatten.

Né au château de Windsor sous les titres et noms de prince Louis François Albert Victor Nicolas de Battenberg, il était le second fils du prince Louis de Battenberg, devenu en 1917 lord Mountbatten et 1er marquis de Milford Haven, et de son épouse et cousine, la princesse Victoria de Hesse-Darmstadt, sœur aînée de la tsarine Alexandra, toutes deux petites-filles de la reine Victoria.
Il est donc issu de la Maison de Hesse, dont la Maison de Battenberg est une branche morganatique, tant par son père que par sa mère.
Il est également le frère cadet de Louise Mountbatten, reine de Suède, et l'un des oncles maternels du prince Philip, duc d'Édimbourg.
Adolescent, il tombe amoureux de sa cousine, la grande-duchesse Maria Nikolaïevna (1899-1918), fille du tsar Nicolas II et de l'impératrice Alexandra Feodorovna, mais en raison de l'interdiction du mariage entre cousins par la religion orthodoxe, et finalement de l'assassinat de la famille impériale russe, il ne put épouser la jeune fille.
Il épouse le 18 juillet 1922 Edwina Ashley (1901-1960), avec qui il eut deux filles :
- Patricia Mountbatten (1924-2017), épouse en 1946 John Knatchbull, baron Brabourne (1924-2005), et donne naissance à huit enfants, dont Nicholas Knatchbull, assassiné en même temps que son grand-père en 1979 ;
- Pamela Mountbatten (née en 1929), épouse en 1960 David Nightingale Hicks (en) (1929-1998), et donne naissance à trois enfants.

### Formation militaire
En mai 1913, le jeune Louis de Battenberg intègre le lycée naval (Royal Naval College) d'Osborne House, sur l'île de Wight. De novembre 1914 à juillet 1916, il poursuit sa formation maritime à l'École navale (Britannia Royal Naval College) de Dartmouth, puis à la base navale de Devonport. Il finit premier des 72 étudiants de sa promotion.

### Carrière militaire

#### Première Guerre mondiale
Jeune midship, il est affecté en juillet 1916 sur le HMS Lion puis muté en février 1917 sur le HMS Queen Elizabeth. Enseigne de vaisseau de 2e classe en juillet 1918, il est nommé commandant en second de la vedette lance-torpilles P31.
En 1917, à l'instar des membres de sa famille, Louis de Battenberg prend le patronyme Mountbatten, et devient Louis Mountbatten.

#### Entre-deux-guerres
En 1919, il est étudiant au Christ's College de l'université de Cambridge. Sub-Lieutenant, il sert sur le HMS Renown en 1920 et est nommé membre de l'ordre royal de Victoria (MVO) le 21 octobre 1920. Embarqué en 1921 sur le cuirassé HMS Repulse, il est nommé lieutenant le 14 septembre 1921.
De novembre 1921 à mars 1922, il accompagne le prince de Galles lors de son voyage en Inde. Il y retrouve Edwina Ashley (1901-1960, CI, GBE, DCVO, GCStJ), qu'il demande en mariage et qui sera la dernière vice-reine des Indes. Il est nommé chevalier commandeur de l'ordre royal de Victoria (KCVO) le 18 juillet 1922, le jour de son mariage.
Il sert sur le HMS Revenge en 1923. Puis il entre à l'École des transmissions de Portsmouth (1924), puis à l'École de guerre navale de Greenwich (1925). lieutenant commander (capitaine de corvette dans la marine française) le 20 avril 1928, il retournera en tant qu'instructeur à l'École des transmissions de Portsmouth (1929-31). Commander (capitaine de frégate) le 31 décembre 1932, il sert en Méditerranée en 1931-1933. Il est commandant du destroyer HMS Daring en 1934 puis du destroyer HMS Wishart (en) en 1935.
En 1936, il est affecté au service des opérations aériennes, à l'Amirauté, et est nommé chevalier grand-croix de l'ordre royal de Victoria (GCVO) le 1er février 1937.
Captain (capitaine de vaisseau) le 30 juin 1937, Mountbatten participe de près à partir de 1938 à la construction d'un nouveau modèle de destroyer, le HMS Kelly, dont il est nommé commandant, en septembre 1939, ainsi que de la 5e flottille de destroyers.

#### Seconde Guerre mondiale

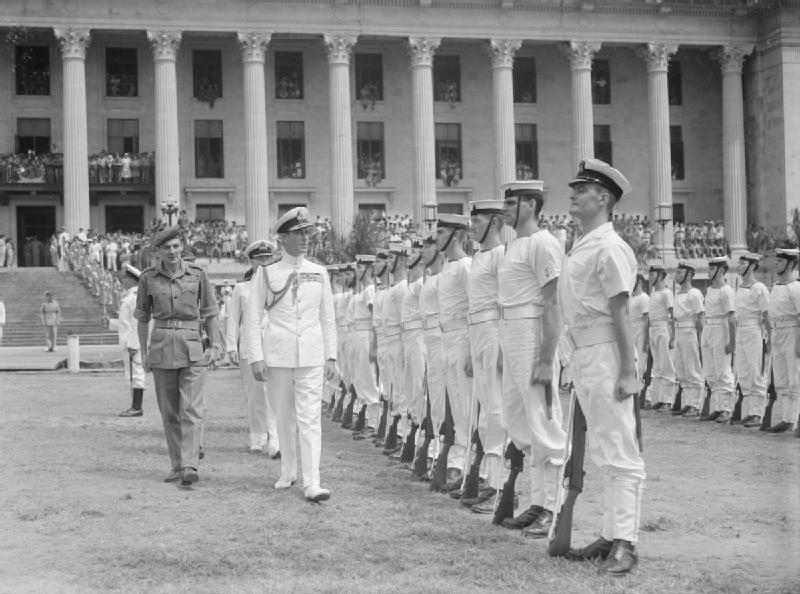
Lord Mountbatten à Singapour en 1945.

Cette flottille de destroyers escorte les convois et traque les U-Boote en mer du Nord, participe à l’évacuation des troupes alliées de Norvège en mai 1940 puis à l'escorte des convois de ravitaillement destinés à Malte. Mountbatten reçoit une citation (Mentioned in Despatch) le 9 août 1940, reçoit le Distinguished Service Order le 1er janvier 1941, et est cité de nouveau le 21 mars 1941.
En mai 1941, la 5e flottille est engagée dans la défense de la Crète attaquée par les parachutistes allemands. En récompense, Mountbatten reçoit ensuite la croix militaire grecque (le 28 avril 1942) et il est fait grand-croix de l’ordre de Georges Ier de Grèce (le 5 novembre 1946). Le 23 mai 1941, son propre bâtiment, le HMS Kelly, est coulé par l'aviation allemande, au sud de la Crète, ce qui causa la mort de 130 marins.

##### Chef des opérations combinées
En octobre 1941, avec rang de commodore, il est nommé chef des opérations combinées (Combined Operations). Son travail consiste alors à mettre au point des stratégies militaires visant à la libération de l'Europe continentale.
Mountbatten imagine et constitue des unités d'élite composées de soldats en provenance des trois forces armées. Sous son commandement, les Royal Marines et les commandos britanniques multiplient les opérations contre les troupes allemandes stationnées en France et en Norvège. Il collabore notamment à l'organisation des opérations suivantes :
- l'opération Biting ou raid de Bruneval, dont le but était de récupérer un nouveau radar allemand tout en faisant croire à sa destruction ;
- l'opération Chariot, qui immobilisa le bassin « la forme Joubert » de Saint-Nazaire, et empêcha le cuirassé Tirpitz de se faire réparer ;
- l'opération Jubilee à Dieppe, faite pour créer un semblant de nouveau front à l'Ouest, réclamé par les Russes, et dont l'échec fut retentissant tout en permettant de retirer des leçons utiles pour le futur débarquement : éviter de choisir un port ou une plage de galets.
- l'opération Myrmidon à Bayonne, second grand échec.
- l'opération PLUTO, déploiement d'un oléoduc au fond de la Manche pour satisfaire les besoins des alliés en essence[6].

Dieppe reste sans aucun doute un échec qui doit lui être en partie imputé. Pour autant, Mountbatten n'a pas cherché à se soustraire à ses responsabilités ni à minimiser son échec. Il fit son autocritique et s'employa à découvrir quelles furent les (nombreuses) fautes commises. C'est grâce à cette analyse globale et objective que nombre d'erreurs n'ont pas été reproduites lors du débarquement de Normandie. Il participe à l’élaboration des plans d’invasion en Afrique du Nord (1942) et en Sicile (1943). En récompense, il est nommé compagnon de l'ordre du Bain (CB) le 21 septembre 1943.
Les chefs des opérations passaient directement les hommes en pertes et profits, sans toutefois minimiser ce fait devant ceux-ci. Lord Mountbatten, lors de l'opération Chariot, avait averti lui-même le chef du commando : « Je suis sûr que vous pouvez y aller et faire le boulot, mais nous n'avons pas beaucoup d'espoir de pouvoir vous récupérer. Même si on vous perd tous, les résultats de l'opération en auront valu la peine. Pour cette raison, je veux que vous disiez à tous les hommes ayant des responsabilités familiales, ou qui pensent devoir se retirer pour n'importe quelle raison, qu'ils sont libres de le faire et que personne ne leur en voudra pour cela. »
Il était un des partisans de la Normandie en tant que futur lieu de débarquement. Les Alliés désiraient plutôt débarquer dans le Nord-Pas-de-Calais, mais ils savaient, grâce aux contacts dans les réseaux de la résistance française, que les défenses allemandes y étaient trop puissantes. La Normandie représentait beaucoup moins de risque, bien que l'on ne pût pas établir une couverture aérienne suffisante, et qu'il n'y eût pas de ports. Mountbatten a donc cherché des moyens de compenser l'absence de ports, et d'améliorer la couverture aérienne. Il a fourni le matériel nécessaire pour cela : un port artificiel et des engins de débarquement.
Lord Mountbatten fut aussi impliqué dans une opération de désinformation en rapport direct avec le poste qu'il occupait. L'opération Mincemeat était destinée à intoxiquer le commandement allemand au sujet de la future cible des Alliés en Méditerranée en 1943 (la Sicile). Une lettre de Mountbatten, récupérée par les Allemands sur un cadavre, les trompa, grâce aux renseignements, parés de la signature du chef des opérations combinées, qu'elle contenait.

##### Chef du SEAC

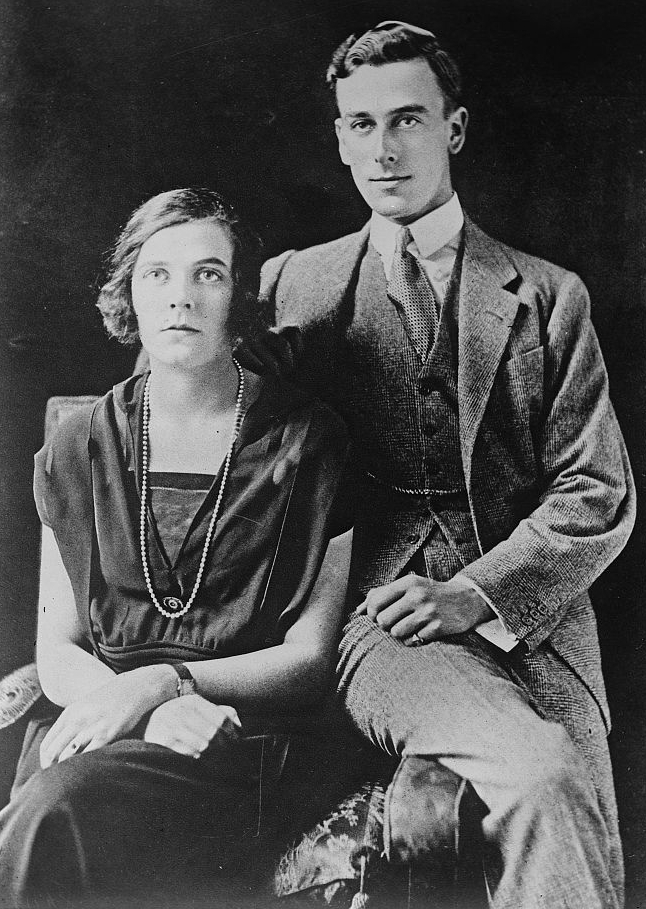
Louis Mountbatten et son épouse en 1922.

Avec rang d'amiral, Louis Mountbatten est, du 16 novembre 1943 au 17 mai 1945, commandant en chef des forces alliées en Asie du Sud-Est (SEAC, South East Asia Command) en remplacement du général Archibald Wavell.
Mountbatten mène avec succès une série de campagnes, en coopération avec les Chinois, contre les Japonais. Il parvient à reconquérir la Birmanie en 1944 et force plusieurs divisions nippones à la reddition. Le problème birman étant réglé, il retourne ses forces contre les garnisons japonaises de Malaisie, pays qu'il libère à son tour en 1945. Il est nommé chevalier commandeur de l'ordre du Bain (KCB) le 10 avril 1945.
Le South East Asia Command ou SEAC, basé à Colombo, Ceylan, était l'organisation créée pour prendre en charge les opérations des Alliés en Asie du Sud-Est pendant la Seconde Guerre mondiale. En août 1943, les Alliés créent ce SEAC pour reprendre les responsabilités stratégiques du commandement des Indes britanniques et celle des différents commandements nationaux de la région. En octobre 1943, Winston Churchill nomme Mountbatten commandant suprême des Alliés pour l’Asie du Sud-Est, poste qu'il occupera jusqu'à la dissolution de l'organisation en 1946.
Ce poste comprend notamment la poursuite de la guerre en Chine (où il fait nommer un de ses chefs d’état-major au même poste auprès de Tchang Kaï-chek), et tout le Sud-Est asiatique. Mountbatten négociera avec Aung San pour que celui-ci fasse passer l'armée nationale birmane du côté des Alliés (ce qu'il fit en mars 1945, le faisant devenir un héros national). Les Japonais lui rendirent officiellement Singapour le 5 septembre 1945. Le 2 septembre 1945, il signe les actes de capitulation du Japon au nom de l'empire britannique, sur le cuirassé américain USS Missouri, en baie de Tokyo. Il reçoit la Distinguished Service Medal de la marine américaine le 9 octobre 1945.
La guerre terminée, il est fait pair du Royaume le 13 juin 1946, vicomte Mountbatten de Birmanie et de Romsay le 27 août (puis comte Mountbatten de Birmanie et baron Romsay le 28 octobre 1947), enfin chevalier de l’ordre de la Jarretière (KG) le 3 décembre 1946.

### Après-guerre

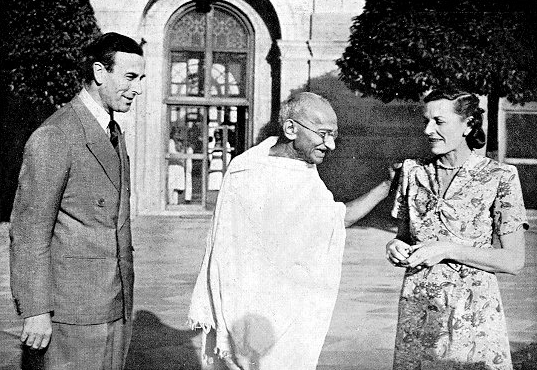
Lord Mountbatten et Edwina en compagnie du Mahatma Gandhi en 1947.

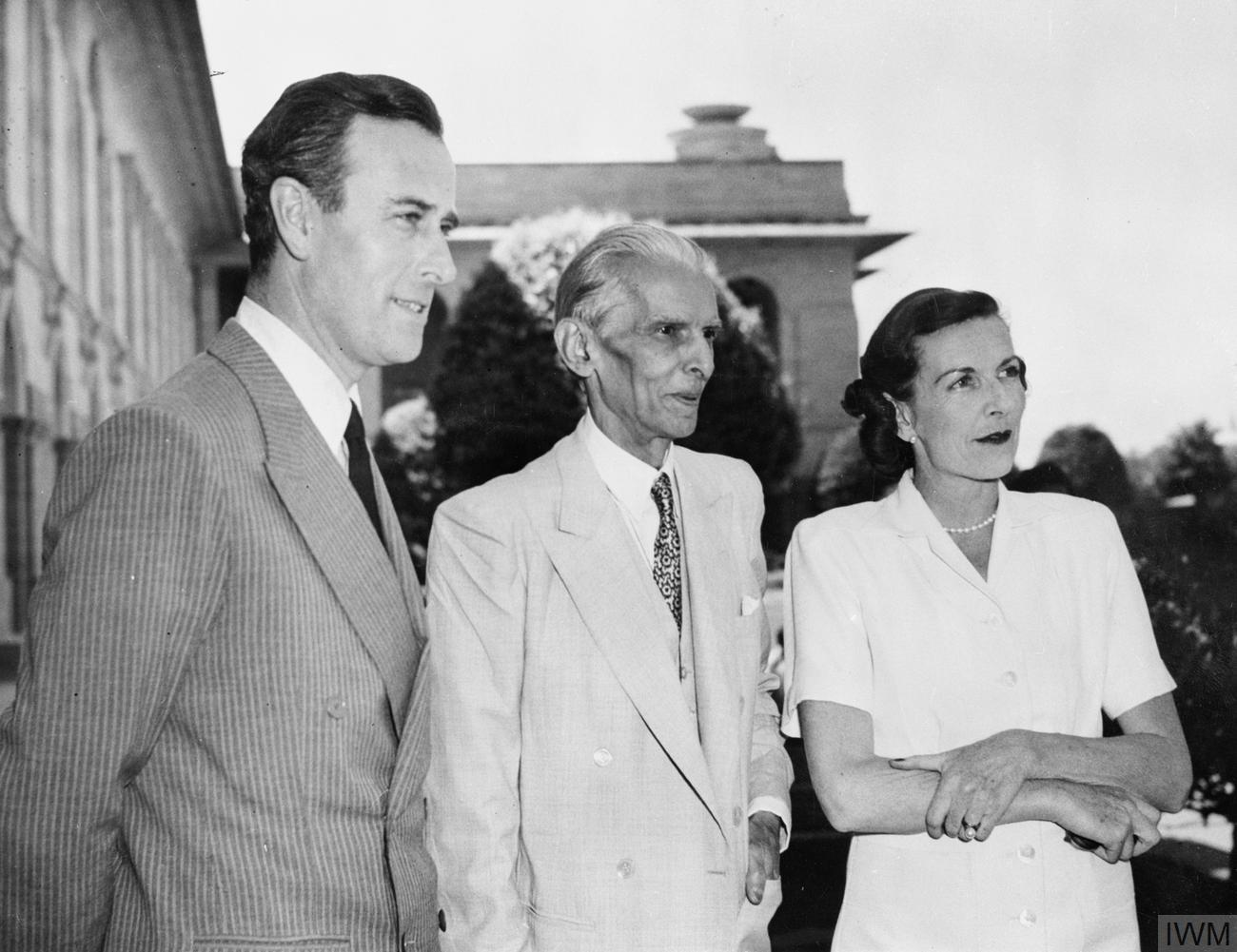
Lord, Edwina et Muhammad Ali Jinnah en 1947.

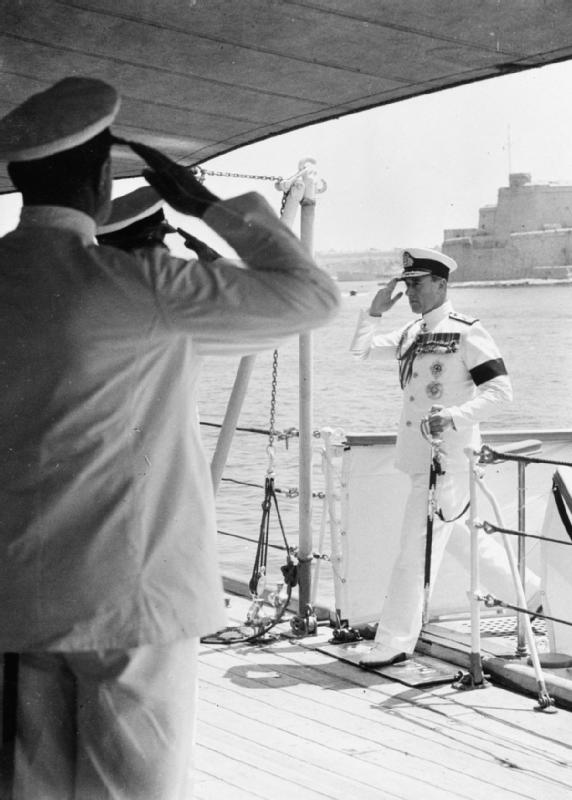
Le prince Louis Mountbatten, à bord du HMS Glasgow le 16 mai 1952.

Nommé le 24 mars 1947 vice-roi et gouverneur général des Indes, succédant à nouveau à Archibald Wavell, il eut la lourde tâche de préparer l'indépendance en planifiant celle-ci avec le Parti du Congrès et la Ligue musulmane, les deux principaux partis nationalistes.
Ce fut notamment lui qui négocia la partition des Indes, dont il annonça le plan le 3 juin 1947. Il discuta également du devenir des États princiers à la suite de l'indépendance. Préconisant l'indépendance à l'image des deux nouveaux États que son plan venait de créer, eu égard aux accords entre la Couronne britannique et ces États, il dut faire face à l'opposition des nationalistes indiens, ces derniers préconisant une Inde laïque et unie. La création du Pakistan notamment, l'État voulu par la Ligue musulmane (mouvement minoritaire chez les musulmans de l'Inde britannique), était privilégiée par l'Empire pour établir une pression sur le parti du Congrès (laïc et majoritaire). Le futur Pakistan se voulait de fait un État ayant l'islam pour religion officielle, tandis que l'Inde à majorité hindoue resterait laïque. Cette négociation fut considérée comme une catastrophe et un échec considérable par le Mahâtmâ Gândhî, qui vit tous ses efforts pour faire de l'indépendance de l'Inde une raison de paix sociale entre hindous et musulmans réduits à néant : la partition des Indes fit entre 500 000 et un million de victimes.
Mountbatten fut néanmoins déclaré premier gouverneur général de l'Inde libre. Le couple Mountbatten avait noué des relations très fortes avec Nehru, dont les relations avec Edwina font encore aujourd'hui l'objet de nombreuses spéculations.
Il est fait baron Romsey (dans le comté de Southampton ; sa femme Edwina Ashley y avait hérité du domaine de Broadlands) et premier comte Mountbatten de Birmanie (1st Earl Mountbatten of Burma) le 28 octobre 1947. Nommé vice-amiral d’escadre le 22 juin 1949, il assure la fonction de Quatrième Lord de l'Amirauté jusqu'à sa nomination au grade d'amiral, le 27 janvier 1953. Mountbatten prend alors le commandement des forces navales de l'OTAN en Méditerranée (1953-1954). Le 18 avril 1955, il accède à la charge de Premier Lord de la Mer (First Sea Lord).
Le 22 octobre 1956, il est fait Admiral of the fleet, titre le plus prestigieux de la Royal Navy. De 1959 à 1965, année où il quitte le service actif, il est chef d'État-Major des armées du Royaume-Uni et président du comité militaire de l'OTAN (1960-1961). En 1965, il est nommé colonel commandant des Royal Marines et des Life Guards, décoré de l'ordre du Mérite (OM) le 15 juillet et nommé gouverneur de l'île de Wight le 19 juillet.
« J'ai la faiblesse congénitale de penser que je peux tout faire ! », avait-il l'habitude de dire.

### Assassinat

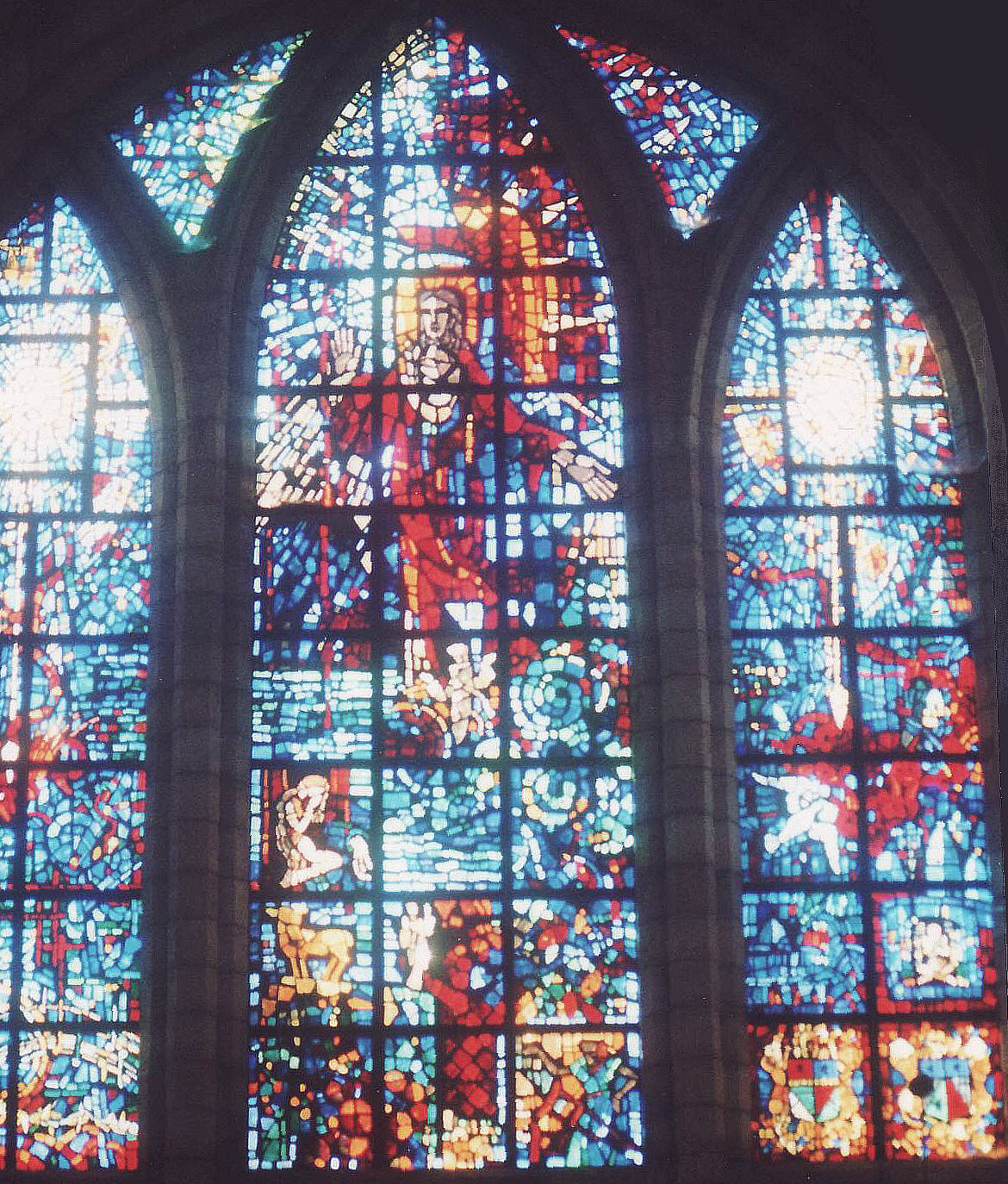
en, vitrail par Gabriel Loire (1982), un mémorial pour Louis Mountbatten, à la cathédrale St. George, Le Cap, Afrique du Sud.

Il meurt le 27 août 1979, à 79 ans, dans l’explosion de son bateau Shadow V (une bombe télécommandée de 23 kg avait été placée près du moteur de l'embarcation), dans la baie de Donegal (Mullaghmore, Irlande), qui tue également l'un de ses petits-fils, Nicholas Knatchbull (14 ans), ainsi qu'un jeune garçon originaire du comté de Fermanagh, Paul Maxwell (15 ans), membre de l'équipage.
Les parents du jeune Nicholas — sa mère (Lady Patricia, fille aînée de Lord Mountbatten et son père (John Knatchbull, 7è baron Knatchbull), sa grand-mère paternelle Lady Brabourne (en), ainsi que son frère jumeau (Timothy) — sont grièvement blessés. Âgée de 83 ans, Lady Brabourne meurt le lendemain.
Cet attentat, organisé par l'IRA provisoire, afin de toucher un proche de la reine Élisabeth II, met à mal un temps la popularité de la cause républicaine, et permet la reprise d'une politique répressive de la part de la nouvelle Première ministre Margaret Thatcher.
L'assassin, un soldat de l'IRA provisoire nommé Thomas McMahon, est jugé et incarcéré à vie en 1979, toutefois il est libéré en 1998 à la suite de l'accord du Vendredi saint.

## Titulature et décorations

### Titulature
- Son Altesse Sérénissime le prince Louis de Battenberg (1900-1917) ;
- Mister Louis Mountbatten (1917) ;
- Lord Louis Mountbatten (1917-1946) ;
- Le très honorable vicomte Mountbatten de Birmanie (1946-1947) ;
- Le très honorable comte Mountbatten de Birmanie (1947-1979).

### Décorations du Royaume-Uni
- 1911 : Médaille du couronnement de George V.
- 1918 :
  -  Médaille de guerre Première Guerre mondiale ;
  -  Médaille interalliée de la Victoire.
- 1937 :  Chevalier grand-croix de l'Ordre royal de Victoria ;
- 1940 : Chevalier du Très vénérable ordre de Saint-Jean (KStJ) ;
- 1941 :  Compagnon de l'ordre du Service distingué.
- 1945 (Seconde Guerre mondiale) :
  - Étoile de 1939-1945 ;
  - Étoile de l'Atlantique ;
  - Étoile d'Afrique ;
  - Étoile de Birmanie ;
  - Étoile d'Italie ;
  - Médaille de la défense ;
  - Médaille de guerre de 1939-1945.
- 1946 :
  -  Chevalier de l'Ordre de la Jarretière ;
  - Médaille du service général de la marine Asie du Sud-Est 1945/46.
- 1947 :
  -  Chevalier grand commandeur de l’Ordre de l'Étoile d'Inde ;
  - Conseiller privé (PC) de Grande-Bretagne ;
  - Chevalier grand commandeur de l'ordre de l'Empire des Indes (GCIE).
- 1955 :  Chevalier grand-croix de l’ordre du Bain ;
- 1965 :  Ordre du Mérite.

### Décorations étrangères
- 1946 :
  -  Grand-croix de la Légion d'honneur (1946) ;
  -  Croix de guerre 1939–1945, palme de bronze.

## Filmographie
- 1922 : Nice and Friendly, de Charlie Chaplin, home movie de Lord Mountbatten et Lady Mountbatten, avec Jackie Coogan (le Kid) et Charlie Chaplin.
- 1998 : Lundi sanglant pour la Couronne - Lord Mountbatten et l’IRA de Hans-Rüdiger Minow.
- 2008 : Braquage à l'anglaise de Roger Donaldson.
- 2016 : The Crown saisons 1-2, rôle interprété par Greg Wise, et saisons 3-4, rôle interprété par Charles Dance.
- 2017 : Le Dernier Vice-Roi des Indes, film de Gurinder Chadha, le rôle de Lord Mountbatten étant interprété par Hugh Bonneville.

#### Bases de données et dictionnaires
- Ressources relatives aux beaux-arts :   - British Museum
  - National Portrait Gallery
- Ressource relative à la vie publique :   - Hansard 1803–2005
- Ressource relative à l'audiovisuel :   - IMDb
- Notices dans des dictionnaires ou encyclopédies généralistes :   - Britannica
  - Brockhaus
  - Den Store Danske Encyklopædi
  - Deutsche Biographie
  - Dictionary of Sydney
  - Dizionario di Storia
  - Gran Enciclopèdia Catalana
  - Hrvatska Enciklopedija
  - Internetowa encyklopedia PWN
  - Larousse
  - Nationalencyklopedin
  - Munzinger
  - Oxford Dictionary of National Biography
  - Store norske leksikon
  - Treccani
  - Universalis
- Notices d'autorité :   - VIAF
  - ISNI
  - BnF (données)
  - IdRef
  - LCCN
  - GND
  - Italie
  - CiNii
  - Belgique
  - Pays-Bas
  - Pologne
  - Israël
  - NUKAT
  - Catalogne
  - Suède
  - Vatican
  - Australie
  - Norvège
  - WorldCat

#### Autres liens externes
- Kersaudy François Kersaudy, Lord Mountbatten. L’étoffe des héros, Payot, 2006.
- Pierrick Geais, « Les destins brisés des Mountbatten, la famille du prince Philip », sur Vanity Fair, 27 janvier 2021 (consulté le 11 mars 2021) — Voir la section « Louis Mountbatten, l'oncle assassiné ».